# Gnophos taftana
Gnophos taftana är en fjärilsart som beskrevs av Brandt 1941. Gnophos taftana ingår i släktet Gnophos och familjen mätare. Inga underarter finns listade i Catalogue of Life.